# Fa Xian
Fa Xian o Faxian (xinès tradicional: 法顯; xinès simplificat: 法显; pinyin: Fǎxiǎn; llatinitzat com Fa-Hien Fa-Hian o Fa-Hsien) (337 – vers 422) va ser un monjo budista xinès que va viatjar, entre els anys 399 i 412, pel Nepal, l'Índia i Sri Lanka a la recerca d'escriptures budistes.
Aquest viatge és descrit en l'obra Un registre dels regnes budistes, relat del monjo xinès Fa-Hien dels seus viatges per l'Índia i Ceilan buscant els llibres budistes de disciplina. El llibre constitueix un relat de viatges ple de descripcions sobre el budisme primitiu, que permet conèixer parcialment la geografia de la ruta de la Seda a l'inici del segle v. La seva etapa més coneguda és la visita a Lumbini, el lloc de naixement de Siddharta Gautama.
De retorn a la Xina, una violenta tempesta va dur el vaixell en què Xian viatjava fins a una illa, probablement Java. Finalment va desembarcar a Laoshan, a la moderna província de Shandong, a 30 km a l'est de Qingdao, i va anar a la capital d'aquell temps Qingzhou, on hi va romandre un any traduint i editant les escriptures que havia recollit.